# Almuth Reuther
Almuth Reuther (* 1940) ist eine deutsche Kantorin und Organistin.
Sie war von 1964 bis 2003 (zweite) Organistin an der Leipziger Thomaskirche. Ab 1968 wirkte sie dort auch als Kantorin.
Reuther unterrichtete Orgelspiel an der Kirchenmusikschule Halle/Saale. Sie gab im Rahmen der Internationalen Altenberger Orgelakademie Improvisationsseminare.